# Eugnoriste pernitens
Eugnoriste pernitens är en tvåvingeart som beskrevs av Edwards 1941. Eugnoriste pernitens ingår i släktet Eugnoriste och familjen sorgmyggor. Inga underarter finns listade i Catalogue of Life.